# Deutsche Leichtathletik-Meisterschaften 1946
Die 46. Deutschen Leichtathletik-Meisterschaften waren die ersten Leichtathletik-Meisterschaften nach dem Zweiten Weltkrieg. Der größere Teil der Wettkämpfe fand am 24. und 25. August 1946 im Frankfurter Waldstadion statt. Mit wenigen Ausnahmen wurden alle Wettbewerbe im Rahmen der Veranstaltung in Frankfurt durchgeführt. Einige Disziplinen wurden darüber hinaus in Braunschweig ausgetragen (siehe unten).

## Bedeutung von Sport und Kultur in der Nachkriegszeit
Es war erstaunlich, dass angesichts der Umstände ringsumher so kurz nach Kriegsende überhaupt eine Leichtathletikveranstaltung durchgeführt werden konnte. Aber offensichtlich hatten Kultur, Kunst, Musik und auch der Sport eine so große Bedeutung für die Menschen, dass solche Dinge überall realisiert wurden. Das war in Deutschland so und in all den anderen vom Krieg massiv betroffenen Ländern ebenso.

## Wettbewerbsprogramm
Gegenüber dem Wettkampfprogramm der Vorkriegszeit gab es bedingt durch die Zustände so kurz nach dem Ende des Zweiten Weltkriegs noch einige Einschränkungen.
Bei den Männern fehlten folgende Disziplinen:
- 400-Meter-Hürdenlauf
- 3000 m Hindernis
- Dreisprung
- Zehnkampf
- Waldlauf.

Der Marathonlauf wurde auf einer Distanz von 20 km gelaufen, war also kürzer als der heutige Halbmarathon. Die längste Gehstrecke wurde über 25 km ausgetragen.
Im sowieso noch sehr eingeschränkten Frauenangebot fehlte der 200-Meter-Lauf. Hier gab es also mit dem 100-Meter-Lauf, dem 80-Meter-Hürdenlauf und der 4-mal-100-Meter-Staffel insgesamt nur drei Laufstrecken.

## Ausgelagerte Disziplinen
Wie in den Jahren zuvor wurden einige weitere Meisterschafts-Titel nicht am Hauptaustragungsort vergeben. In diesem Jahr fanden diese Wettbewerbe in Braunschweig am 29. September statt:
- Marathon über 20 km – Einzel- und Mannschaftswertung
- 10.000 m Bahngehen – Einzelwertung
- 25-km-Straßengehen – Einzelwertung
- Fünfkampf (Männer und Frauen) – jeweils Einzelwertungen

## Medaillengewinner Männer
Die folgenden Übersichten fassen die Medaillengewinner und -gewinnerinnen zusammen. Eine ausführlichere Übersicht mit den jeweils ersten sechs in den einzelnen Disziplinen findet sich unter dem Link Deutsche Leichtathletik-Meisterschaften 1946/Resultate.
| Disziplin                                   | Gold                                                                    | Leistung        | Silber                                                                              | Leistung        | Bronze                                                                                   | Leistung        |
| ------------------------------------------- | ----------------------------------------------------------------------- | --------------- | ----------------------------------------------------------------------------------- | --------------- | ---------------------------------------------------------------------------------------- | --------------- |
| 100 m                                       | Friedel Pfeiffer (Eintracht Frankfurt)                                  | 11,1 s00        | Heinz Konze (Schwarz-Weiß Radevormwald)                                             | 11,1 s00        | Georg Kremer (Welper)                                                                    | 11,1 s00        |
| 200 m                                       | Herbert Sonntag (SV Plön)                                               | 22,3 s00        | Jakob Scheuring (Stuttgarter Kickers)                                               | 22,6 s00        | Hans Rümping (Stuttgarter Kickers)                                                       | 22,7 s00        |
| 400 m                                       | Kurt Edel (Hamburger SV)                                                | 49,6 s00        | Karl-Friedrich Rückebeil (VfL 97 Oberhausen)                                        | 50,3 s00        | Hubert Huppertz (RSV Ahrweiler)                                                          | 51,2 s00        |
| 800 m                                       | Heinz Ulzheimer (Eintracht Frankfurt)                                   | 1:54,2 min      | Karl Kluge (Werder Bremen)                                                          | 1:55,0 min      | Ferdinand Stuhler (TSV Schwaben Augsburg)                                                | 1:55,5 min      |
| 1500 m                                      | Ludwig Kaindl (TSV 1860 München)                                        | 3:59,6 min      | Alfred Dompert (Stuttgarter Kickers)                                                | 4:01,2 min      | Ludwig Warnemünde (VfL Pinneberg)                                                        | 4:02,2 min      |
| 5000 m                                      | Hermann Eberlein (TSV 1860 München)                                     | 15:12,4 min     | Helmut Bolzhauser (TSV Esslingen)                                                   | 15:24,8 min     | Kraft (Bad Salzuflen)                                                                    | 15:36,4 min     |
| 10.000 m                                    | Otto Eitel (TSV Esslingen)                                              | 32:24,4 min     | Wilhelm Borns (FSV Frankfurt)                                                       | 32:56,8 min     | Edmund Nadolny (VfL 97 Oberhausen)                                                       | 33:05,6 min     |
| Marathon (20 km)                            | Wilhelm Borns (FSV Frankfurt)                                           | 1:09:36 h000    | Josef Legge (VfL Bochum)                                                            | 1:09:43 h000    | Ernst Weber (SCC Berlin)                                                                 | 1:09:48 h000    |
| Marathon (20 km), Mannschaftswertung        | MTV BraunschweigWilli Mötzung Karl-Heinz Cruschinski Bischoff           | 3:43:25 h000    | FSV FrankfurtWilhelm Borns Erich Lachhein Treisch                                   | 3:47:02 h000    | SCC BerlinErnst Weber Bruno Eisenhardt Friedrich Blankenburg                             | 3:52:28 h000    |
| 110 m Hürden                                | Hans Zepernick (Osnabrücker TV)                                         | 15,6 s00        | Wolfgang Troßbach (ATS Kulmbach 1861)                                               | 16,0 s00        | Lothar Schellin (SV Darmstadt 98)                                                        | 16,1 s00        |
| 4 × 100 m Staffel                           | Stuttgarter KickersHans Rümping Transier Fritz Baublies Jakob Scheuring | 43,5 s00        | Eintracht FrankfurtHeinrich Huth Walter Schreiber Friedel Pfeiffer Günter Theilmann | 43,5 s00        | Preussen KrefeldLeo Lickes Paul Schochow Josef Capellmann Heinz Fischer                  | 43,6 s00        |
| 4 × 400 m Staffel                           | Hamburger SVPieper Dieter Giesen Hans Hieke Kurt Edel                   | 3:21,2 min      | Stuttgarter KickersJakob Scheuring Hans Rümping Bruno Bachmann Fritz Baublies       | 3:26,6 min      | VfL 97 OberhausenPaul Kauffmann Karl-Heinz Surray August Kirsch Karl-Friedrich Rückebeil | 3:27,8 min      |
| 3 × 1000 m Staffel                          | TSV 1860 MünchenSander Hermann Eberlein Ludwig Kaindl                   | 7:49,6 min      | VfL 97 OberhausenKarl Grünsfelder Hans Raff Heinz Westerteicher                     | 7:51,2 min      | TK HannoverRiemeck Balzer Traue                                                          | 7:55,0 min      |
| 10.000 m Bahngehen                          | Konrad Ditz (Post SV Bonn)                                              | 51:34,2 min     | Karl Normann (FSV Frankfurt)                                                        | 52:52,2 min     | Moll (Reichsbahn SV Köln)                                                                | 53:06,8 min     |
| 25-km-Straßengehen                          | Rudolf Lüttge (TSV Braunschweig)                                        | 2:09:38 h       | Hermann Grittner (Reichsbahn SV Köln)                                               | 2:18:26 h       | Gustav Peinemann (WSV Braunschweig)                                                      | 2:18:29 h       |
| Hochsprung                                  | Bernd Naumann (SC Frankfurt 1880)                                       | 1,80 m          | Dieter Hoppenrath (Eintracht Frankfurt)                                             | 1,80 m          | Kurt Böhmer (Preussen Krefeld)                                                           | 1,75 m          |
| Stabhochsprung                              | Kurt Landschulze (Polizei SV Köln)                                      | 3,70 m          | Gustav Stührk (TSV 1860 München)                                                    | 3,60 m          | Otto Petermüller (TSV 1860 München)                                                      | 3,50 m          |
| Weitsprung                                  | Gerhard Luther (SV St. Georg Hamburg)                                   | 7,03 m          | Wolfgang Wünsche (MTV Braunschweig)                                                 | 6,92 m          | Bruno Bachmann (Stuttgarter Kickers)                                                     | 6,82 m          |
| Kugelstoßen                                 | Karl Jansen (ASV Köln)                                                  | 14,40 m         | Heinz Bauer (TK Hannover)                                                           | 14,09 m         | Gerhard Stöck (Hamburger SV)                                                             | 13,68 m         |
| Diskuswurf                                  | Gerhard Hilbrecht (TSV Simbach)                                         | 44,61 m         | Karl Jansen (ASV Köln)                                                              | 42,69 m         | Ernst Figgen (OSV Hörde)                                                                 | 42,18 m         |
| Hammerwurf                                  | Karl Hein (SV St. Georg Hamburg)                                        | 51,62 m         | Karl Storch (ASC Fulda)                                                             | 50,30 m         | Karl Wolf (Karlsruher TV 1846)                                                           | 48,83 m         |
| Speerwurf                                   | Willi Haas (SV Saulgau)                                                 | 56,97 m         | Gerhard Stöck (Hamburger SV)                                                        | 55,81 m         | Helmut Wilshaus (Hammer SpVg. 03/04)                                                     | 55,75 m         |
| Fünfkampf, 1934er W. 2. Zeile: 1985er Wert. | Gerhard Luther (SV St. Georg Hamburg)                                   | 3610 P (3488 P) | Ludwig Koppenwallner (VfL München)                                                  | 3462 P (3306 P) | Kurt Schulz (Hamburger SV)                                                               | 3433 P (3157 P) |

## Medaillengewinnerinnen Frauen
| Disziplin                                      | Gold                                                                   | Leistung       | Silber                                                        | Leistung       | Bronze                                                          | Leistung       |
| ---------------------------------------------- | ---------------------------------------------------------------------- | -------------- | ------------------------------------------------------------- | -------------- | --------------------------------------------------------------- | -------------- |
| 100 m                                          | Marga Petersen (Werder Bremen)                                         | 12,2 s         | Elfriede Möller (TuS Alstertal Hamburg)                       | 12,7 s         | Resi Gugler geb. Kurz (Eintracht Frankfurt)                     | 12,9 s         |
| 80 m Hürden                                    | Maria Domagala (SuS 09 Dinslaken)                                      | 11,8 s         | Luise Pollak (Bonner FV)                                      | 12,5 s         | Lore Fauth (Stuttgarter Kickers)                                | 12,5 s         |
| 4 × 100 m Staffel                              | Hamburger SVGisela Siefert Ilse Schmuck Elfriede Werdier Ellen Siefert | 50,0 s         | Werder BremenDunekake Marga Petersen Alwine Schulz Helga Huhn | 50,0 s         | TK HannoverLebentzig Wippermann Elfriede Brunemann Hannah Haase | 51,1 s         |
| Hochsprung                                     | Erika Eckelt (MTV 1879 München)                                        | 1,57 m         | Irmgard Dohn (MTV 1879 München) / Ingrid Leonhardt (Rheine)   | 1,48 m         |                                                                 |                |
| Weitsprung                                     | Elfriede Brunemann (TK Hannover)                                       | 5,45 m         | Irmgard Kirchhoff (KSV Hessen Kassel)                         | 5,34 m         | Lydia Bauer (Handschuhsheim)                                    | 5,31 m         |
| Kugelstoßen                                    | Lilli Unbescheid (MTV Karlsruhe)                                       | 12,56 m        | Marianne Schulze-Entrup (TV Münster 1862)                     | 12,48 m        | Hilde Siemer (Oldenburger Turnerbund)                           | 12,01 m        |
| Diskuswurf                                     | Anna Hagemann (KSV Hessen Kassel)                                      | 40,17 m        | Hilde Sommer (MTV Braunschweig)                               | 37,41 m        | Else Graf (SV 1873 Nürnberg-Süd)                                | 36,87 m        |
| Speerwurf                                      | Liesel Hillebrandt (TK Hannover)                                       | 42,29 m        | Inge Wolf geb. Plank (1. FC Nürnberg)                         | 40,88 m        | Ursula Köster (Eintracht Frankfurt)                             | 38,22 m        |
| Fünfkampf, offiz. Wert. 2. Zeile: 1980er Wert. | Elfriede Brunemann (TK Hannover)                                       | 309 P (3178 P) | Helga Isberg (SV St. Georg 1895 Hamburg)                      | 282 P (2863 P) | Anneliese Becker (SG Mainz-Gonsenheim)                          | 270 P (2929 P) |

## Videolink
- Filmausschnitte u. a. von den Deutschen Leichtathletik-Meisterschaften auf filmothek.bundesarchiv.de, Bereich: 5:32 min bis 8:28 min, abgerufen am 30. März 2021